# Hang with Me
"Hang with Me" är en låt av den svenska sångerskan Paola Bruna som den svenska sångerskan Robyn gjort en synthpop-cover på. Robyns version av låten släpptes den 16 augusti 2010 i Skandinavien och den 17 augusti i USA och Kanada och är den ledande singeln för Robyns sjätte studioalbum Body Talk Pt. 2. Hang with Me blev Robyns åttonde top-10-singel i Sverige med en andraplats som bästa placering.